# Syrrhopodon viguieri
Syrrhopodon viguieri är en bladmossart som beskrevs av Thériot 1924. Syrrhopodon viguieri ingår i släktet Syrrhopodon och familjen Calymperaceae. Inga underarter finns listade i Catalogue of Life.